# Storm Lake Times
The Storm Lake Times ist eine Zeitung in Storm Lake im Bundesstaat Iowa. Sie erscheint zweimal in der Woche mit einer Auflage von 3330 Exemplaren. Das Verbreitungsgebiet umfasst das Buena Vista County und Teile benachbarter Countys. Das 1990 gegründete Blatt wird von Mitgliedern der Familie Cullen produziert, Herausgeber ist John Cullen. Chefredakteur Art Cullen wurde im Jahr 2017 mit dem Pulitzer-Preis in der Kategorie Leitartikel ausgezeichnet.